# Роман Червенка
Роман Червенка (чеськ. Roman Červenka; 10 грудня 1985, м. Прага, ЧССР) — чеський хокеїст, центральний нападник. Виступає за «Динамо» (Пардубиці) (Чеська екстраліга).
Вихованець хокейної школи «Славія» (Прага). Виступав за «Славія» (Прага), «Комета» (Брно), ХК «Градець-Кралове», «Слован Устечті Льві», «Авангард» (Омськ), «Лев» (Прага), «Калгарі Флеймс», СКА (Санкт-Петербург), «Пірати» (Хомутов), «Фрібур-Готтерон», ЦСК Лайонс та «Рапперсвіль-Йона Лейкерс».
В чемпіонатах НХЛ — 39 матчів (9+8). У чемпіонаті Чехії — 239 матчів (88+100), у плей-оф — 62 матчі (29+31).
У складі національної збірної Чехії учасник зимових Олімпійських ігор 2010 і 2014 (10 матчів, 2+2), учасник чемпіонатів світу 2009, 2010, 2011, 2014 і 2015 (45 матчів, 11+14). У складі молодіжної збірної Чехії учасник чемпіонату світу 2005.
Досягнення
- Чемпіон світу (2010), бронзовий призер (2011)
- Чемпіон Чехії (2008)
- Володар Кубка Гагаріна (2015)
- Бронзовий призер молодіжного чемпіонату світу (2005).